# Gračanica (Kosowo)
Gračanica (serb.- cyrylica Грачаница, alb. Graçanicë lub Graçanica) – miasto w środkowym Kosowie (region Prisztina). W mieście znajduje się monaster Gračanica.